# Беатриса Анжуйская
Беатри́са Анжу́йская (фр. Beatrice d'Anjou; 1295 — ок. 1321 или 1335) — графиня Андрии, виконтесса де Миссон.

## Биография
Младшая дочь Карла II Анжуйского и Марии Венгерской. 
В апреле 1305 в Ферраре была выдана замуж за Аццо VIII д'Эсте, синьора Эсте и Феррары. Жених был на тридцать лет старше, ниже по положению, и заплатил королю Неаполя крупную сумму за руку его дочери, а также обещал предоставить детям от этого брака преимущество при наследовании. 
Данте, изгнанный Карлом Валуа из Флоренции и потому враждебно относившийся к Анжуйской династии и Капетингам вообще, в своей инвективе, обращенной к этому семейству, с осуждением отзывается о поступке Карла II:
После смерти в октябре 1305 брата Раймонда Беренгера Беатриса получила от отца графство Андрию. 
Аццо умер в январе 1308, и через год Беатриса уже была замужем за Бертраном III де Бо, сеньором Берра в Провансе, который благодаря этому браку сумел осуществить давнюю мечту своего дома породниться с королевской династией, и теперь стал официально именоваться «кузеном короля». 
В этом браке родилась единственная дочь Мария де Бо, унаследовавшая Андрию, и вышедшая замуж за Умберта II, дофина Вьеннского. 
Беатриса умерла в 1316 , ок. 1321 или в 1335 , и была погребена в Андрии.